# مرکز مالی بین‌المللی بوسان
مرکز مالی بین‌المللی بوسان آسمان‌خراشی در بوسان کره جنوبی است. ساخت و ساز این ساختمان در سال ۲۰۱۱ میلادی شروع شد و در سال ۲۰۱۴ میلادی به پایان رسید. این برج ۲۸۹ متر (۹۴۸ فوت) ارتفاع دارد.